# Bílý Potok
Bílý Potok là một làng thuộc huyện Liberec, vùng Liberecký, Cộng hòa Séc.